# Christian Walcher
Christian Walcher (* 27. September 1980 in Bozen) ist ein ehemaliger italienischer Eishockeyspieler, der zuletzt beim HC Bozen in der Serie A1 unter Vertrag stand.

## Karriere
Christian Walcher begann seine Karriere als Eishockeyspieler beim HC Bozen, für den er in der Saison 1997/98 sein Debüt in der Serie A1 gab. Gleich in seinem Rookiejahr gewann der Angreifer erstmals mit seiner Mannschaft die italienische Meisterschaft. Diesen Erfolg konnte er in der Saison 1999/2000 mit seinem Team wiederholen. Im Sommer 2001 wechselte Walcher zum SV Ritten, den er allerdings bereits nach nur einem Jahr wieder verließ, um nach Bozen zurückzukehren. Mit seinem Ex-Club, für den er bis 2013 ununterbrochen spielte, wurde er dreimal Meister (2008, 2009 und 2012), dreimal Pokalsieger (2003, 2007 und 2009), dreimal Supercupsieger (2004, 2007 und 2008), sowie zweimal Messe-Cup-Sieger (2007 und 2008).
Nach der Saison 2012/13 beendete der Südtiroler seine aktive Karriere.

### International
Für Italien nahm Walcher an der U20-Junioren-C-Weltmeisterschaft 1998 teil.

## Erfolge und Auszeichnungen
| - 1998 Italienischer Meister mit dem HC Bozen - 2000 Italienischer Meister mit dem HC Bozen - 2003 Sieger Coppa Italia mit dem HC Bozen - 2004 Sieger Supercoppa Italiana mit dem HC Bozen - 2007 Sieger Coppa Italia mit dem HC Bozen - 2007 Messe-Cup-Gewinn mit dem HC Bozen | - 2007 Sieger Supercoppa Italiana mit dem HC Bozen - 2008 Italienischer Meister mit dem HC Bozen - 2008 Messe-Cup-Gewinn mit dem HC Bozen - 2008 Sieger Supercoppa Italiana mit dem HC Bozen - 2009 Italienischer Meister mit dem HC Bozen - 2009 Sieger Coppa Italia mit dem HC Bozen - 2012 Italienischer Meister mit dem HC Bozen |